# Трейцис, Екаб Артурович
Екаб Артурович Трейцис — советский хозяйственный деятель, полный кавалер ордена Трудовой Славы.

## Биография
Родился в 1941 году в Риге. Член КПСС.
Окончил заочное отделение Рижского политехнического института.
В 1957—1959 — электромонтер Рижского вагоностроительного завода.
В 1959—1962 — военнослужащий Советской Армии.
В 1962—1991 — электромонтёр по ремонту аппаратуры, релейной защиты и автоматики Рижского вагоностроительного завода Министерства тяжёлого и транспортного машиностроения СССР.
Указами Президиума Верховного Совета СССР от 21 апреля 1975 года и 31 марта 1981 года соответственно за досрочное выполнение социалистических обязательств награждён орденами Трудовой Славы III и II степеней.
Указом Президиума Верховного Совета СССР от 10 июня 1986 года награждён орденом Трудовой Славы I степени, став полным кавалером ордена Трудовой Славы.
Делегат XXVII съезда КПСС.
Жил в Риге.